# San Rafael (Oreamuno)
San Rafael es el distrito primero y ciudad cabecera del cantón de Oreamuno, en la provincia de Cartago, de Costa Rica.

## Ubicación
La población está ubicada a una distancia de 1 km al noreste de la ciudad de Cartago, en el Valle de El Guarco, en las faldas del volcán Irazú.

## Geografía
San Rafael cuenta con un área de 10,28 km² y una altitud media de 1453 m s. n. m.

## Demografía
Para el año 2022, San Rafael cuenta con una población estimada de 28 424 habitantes, y para el último censo efectuado, en 2011, San Rafael contaba con una población de 27 248 habitantes.
Es uno de los de mayor densidad demográfica de la provincia.
La ciudad y su respectivo distrito, concentran poco más del 61% de la población total del cantón de Oreamuno.

## Localidades
- Barrios: Alto Cerrillos (Corazón de Jesús), Artavia, Barrial, Bosque, Breñas, Caballo Blanco (parte), Chircagre, Flores, Gamboa, José Jesús Méndez, Juan Pablo II, Sagrada Familia, Monseñor Sanabria.
- Poblados: Cuesta Chinchilla, Llano.

## Transporte

### Carreteras
Al distrito lo atraviesan las siguientes rutas nacionales de carretera:
- Ruta nacional 10
- Ruta nacional 219
- Ruta nacional 233

### Ferrocarril
El Tren Interurbano administrado por el Instituto Costarricense de Ferrocarriles, atraviesa este distrito y posee una parada para en la calle conocida como "La Petra" en el barrio llamado "El bosque".